# Чжан Шаолин
Чжан Шаолин (род. 4 ноября 1984) — тяжелоатлетка, представляющая на международных стартах Макао. Призёр чемпионата мира, двукратная чемпионка Азии в весовой категории до 69 кг.

## Карьера
В 2009 году на чемпионате мира, который проходил в корейском Кояне Шаолин завоевала бронзовую медаль в сумме двоеборья, став третьей и в обоих упражнениях. Её суммарный итоговый результат составил 248 кг (112 кг + 136 кг). В том же году она стала чемпионкой Азии, выиграв континентальное первенство в Талдыкоргане.
На чемпионате мира 2010 года Чжан Шаолин остановилась в шаге от бронзовой медали, подняв вес 243 кг. В 2011 году она второй раз стала чемпионкой Азии, выиграв с результатом 228 кг, после чего приняла решение перейти в весовую категорию до 75 кг.
В этой категории она выступала в 2011 году на чемпионате мира. Там она выступила крайне неудачно, заняв последнее место со скромным результатом 165 кг.
В весовой категории до 75 кг Чжан Шаолин выступала на азиатских первенствах 2012 и 2013 годов, где занимала 4-е и шестое места соответственно.